# Division 2 1952-1953
La stagione della Division 2 1952-1953 è stata la quattordicesima edizione della Division 2, la seconda divisione del calcio francese. È stata vinta dal Tolosa, che conquista il suo primo titolo.
Capocannoniere del torneo è stato Bror Mellberg (Tolosa), con 27 gol.

## Classifica finale
|  | Pos. | Squadra         | Pt | G  | V  | N  | P  | GF | GS | DR  |
|  | ---- | --------------- | -- | -- | -- | -- | -- | -- | -- | --- |
|  | 1    | Tolosa          | 56 | 34 | 26 | 4  | 4  | 92 | 29 | +63 |
|  | 2    | Monaco          | 55 | 34 | 24 | 7  | 3  | 88 | 23 | +65 |
|  | 3    | Strasburgo      | 53 | 34 | 23 | 7  | 4  | 87 | 32 | +55 |
|  | 4    | Troyes          | 42 | 34 | 17 | 8  | 9  | 59 | 33 | +26 |
|  | 5    | Besançon        | 41 | 34 | 18 | 5  | 11 | 69 | 47 | +22 |
|  | 6    | Nantes          | 39 | 34 | 16 | 7  | 11 | 60 | 59 | +1  |
|  | 7    | Grenoble        | 36 | 34 | 14 | 8  | 12 | 57 | 62 | −5  |
|  | 8    | Olympique Lione | 33 | 34 | 12 | 9  | 13 | 41 | 54 | −13 |
|  | 9    | Perpignan       | 32 | 34 | 12 | 8  | 14 | 59 | 64 | −5  |
|  | 10   | Cannes          | 32 | 34 | 11 | 10 | 13 | 48 | 54 | −6  |
|  | 11   | Rouen           | 31 | 34 | 11 | 9  | 14 | 48 | 43 | +5  |
|  | 12   | Angers          | 30 | 34 | 12 | 6  | 16 | 50 | 61 | −11 |
|  | 13   | Valenciennes    | 25 | 34 | 8  | 9  | 17 | 45 | 72 | −27 |
|  | 14   | Béziers         | 25 | 34 | 8  | 9  | 17 | 41 | 69 | −28 |
|  | 15   | Tolone          | 24 | 34 | 9  | 6  | 19 | 37 | 64 | −27 |
|  | 16   | CA Paris        | 21 | 34 | 8  | 5  | 21 | 32 | 65 | −33 |
|  | 17   | Red Star        | 20 | 34 | 7  | 6  | 21 | 33 | 81 | −48 |
|  | 18   | Olympique Alès  | 17 | 34 | 5  | 7  | 22 | 21 | 55 | −34 |

Legenda:
      Promosso in Division 1 1953-1954.
  Partecipa agli spareggi promozione-retrocessione.
      Retrocesse.
Regolamento:
Due punti a vittoria, uno a pareggio, zero a sconfitta.

## Spareggi

### Spareggio promozione-retrocessione
La squadra classificatasi al 3º posto incontra la 17º classificata di Division 1.
|            | Risultati |            | Luogo e data              |
| ---------- | --------- | ---------- | ------------------------- |
| Rennes     | 0-4       | Strasburgo | Lens, 31 maggio 1953      |
| Strasburgo | 3-1       | Rennes     | Saint-Ouen, 7 giugno 1953 |
|            |           |            |                           |